# 混沌ブギ
「混沌ブギ」（こんとんブギ）は、音声合成ソフト・初音ミク歌唱のVOCALOID楽曲。2023年8月30日、日本のボカロP・jon-YAKITORYによって発表された。

## 概要
作詞曲をjon-YAKITORY、MixをRosso.が担当している。
jon-YAKITORYは皆が似たことを考えて制作していたら、「いたちごっこだな」と思い、子供の頃によく流れていたただ単に盛り上がるだけの曲も「いいかも」と思い勢いで作ったと語っている。

## チャート成績
Billboard JAPANが発表しているニコニコ VOCALOID SONGS TOP20の2024年上半期では3位を獲得した。

## ミュージックビデオ
イラストはいちまるが担当している。